# Cadillac XLR
De Cadillac XLR is een wagen van het Amerikaanse automerk Cadillac. De auto is een roadster met een metalen coupédak. De auto is gebaseerd op het Evoq concept uit 1999 en werd geïntroduceerd op de New York International Auto Show in 2004. De XLR staat op hetzelfde platform als de Corvette, met een vering die aangepast kan worden aan de wegomstandigheden door magnetisch geladen deeltjes in de vering, MagneRide genaamd. De sportieve variant van de XLR is de Cadillac XLR-V.
In 2004 werd de XLR genomineerd voor de Amerikaanse auto van het jaar verkiezing. Hij eindigde op de derde plaats, achter de winnende Toyota Prius en de Mazda RX-8.
De motor in de XLR, een 4,6 liter, 326 pk sterke Northstar motor, is dezelfde als in de Cadillac STS.